# История почты и почтовых марок Катара
История почты и почтовых марок Катара, государства в Юго-Западной Азии, на одноимённом полуострове в Персидском заливе со столицей в Дохе, охватывает период британского протектората (до 1 сентября 1971) и период современного Государства Катар (с 1 сентября 1971). Катар входит в число стран — членов Всемирного почтового союза (с 1969). Современным почтовым оператором страны выступает компания Q-Post (Почта Катара).

## Развитие почты
У Катара были специальные договорные отношения с Великобританией (протекторат) с 1916 года до 1 сентября 1971 года, когда была провозглашена его независимость.
С 18 мая 1950 года жившие в Катаре англичане могли отправлять корреспонденцию через канцелярию британского представителя (British Political Officer) в Дохе. На первых трёх почтовых отправлениях были наклеены почтовые марки Бахрейна или Британских почтовых агентств в Восточной Аравии, которые были погашены круглым штампом канцелярии, но затем почтовые марки на письмах гасились на Бахрейне, пока в июле 1950 года не началось использование почтового штемпеля Дохи. До 1950 года проживавшие в Катаре иностранцы сами организовывали переправку своей корреспонденции на Бахрейн, где она попадала на почту.
В августе 1950 года почта стала общедоступной самостоятельной организацией, 1 февраля 1956 года на нефтяном терминале Умм-Саид (Umm Said) открылось дополнительное почтовое отделение.
В 1963 году в Катаре была сформирована собственная почтовая администрация, в функции которой входила почтовая связь и эмиссия почтовых марок.

## Выпуски почтовых марок
Вначале в почтовом обращении были почтовые марки Великобритании с надпечаткой англ. «BAHRAIN» («Бахрейн»), им на смену пришли почтовые марки почтовых агентств Великобритании в Восточной Аравии. Первым главным почтмейстером Катара был пакистанец Миан Мухаммад Рафик Ахмед (Mian Muhammad Rafique Ahmed), назначенный на эту должность в 1955 году.

### Надпечатки на британских марках
1 апреля 1957 года были выпущены 12 почтовых марок Великобритании из серии «Уайлдинг» наряду с почтовыми марками высоких номиналов выпуска «За́мки» с надпечаткой. Позднее в 1957 году вышли ещё три почтовые марки из британской серии «Юбилей скаутского движения». В 1960 году была эмитирована серия «Уайлдинг» с другим водяным знаком. На всех этих марках была надпечатка слова англ. «QATAR» («Катар») и номинала в индийской валюте.

### Первые марки
Первыми собственными почтовыми марками с надписью «Qatar» и оригинальным рисунком, вместо британских марок с надпечаткой «Qatar», стала серия из 11 стандартных марок, эмитированная 2 сентября 1961 года и изображавшая шейха Ахмада бин Али Аль Тани.

### Последующие эмиссии
23 мая 1963 года почтовая связь в Катаре перешла в ведение катарского почтового ведомства, а с 1966 года обозначаемая на почтовых марках валюта была изменена с индийских рупий на дирхамы и риялы.

### Независимость
Катар обрёл независимость 3 сентября 1971 года. Это событие было отмечено серией из четырёх почтовых марок, эмитированных 17 января 1972 года. С тех пор регулярно выпускаются коммеморативные и стандартные почтовые марки, в основном тематики, связанной с Катаром. В 1977 году была выпущена тетрадка почтовых марок.